# Neuflieux
Neuflieux ist eine französische Gemeinde mit 78 Einwohnern (Stand: 1. Januar 2022) im Département Aisne in der Region Hauts-de-France. Sie gehört zum Arrondissement Laon, zum Kanton Chauny und zum Gemeindeverband Chauny-Tergnier-La Fère.

## Lage
Die Gemeinde Neuflieux liegt in einem Seitental der Oise, drei Kilometer westlich von Chauny. Nachbargemeinden von Neuflieux sind Caumont im Nordosten, Ognes im Osten, Abbécourt im Südosten, Marest-Dampcourt im Südwesten, Caillouël-Crépigny im Westen sowie Béthancourt-en-Vaux im Nordwesten.

## Bevölkerungsentwicklung
| Jahr                       | 1962 | 1968 | 1975 | 1982 | 1990 | 1999 | 2006 | 2014 | 2022 |
| Einwohner                  | 71   | 75   | 58   | 79   | 93   | 92   | 89   | 97   | 78   |
| Quellen: Cassini und INSEE |      |      |      |      |      |      |      |      |      |

## Sehenswürdigkeiten

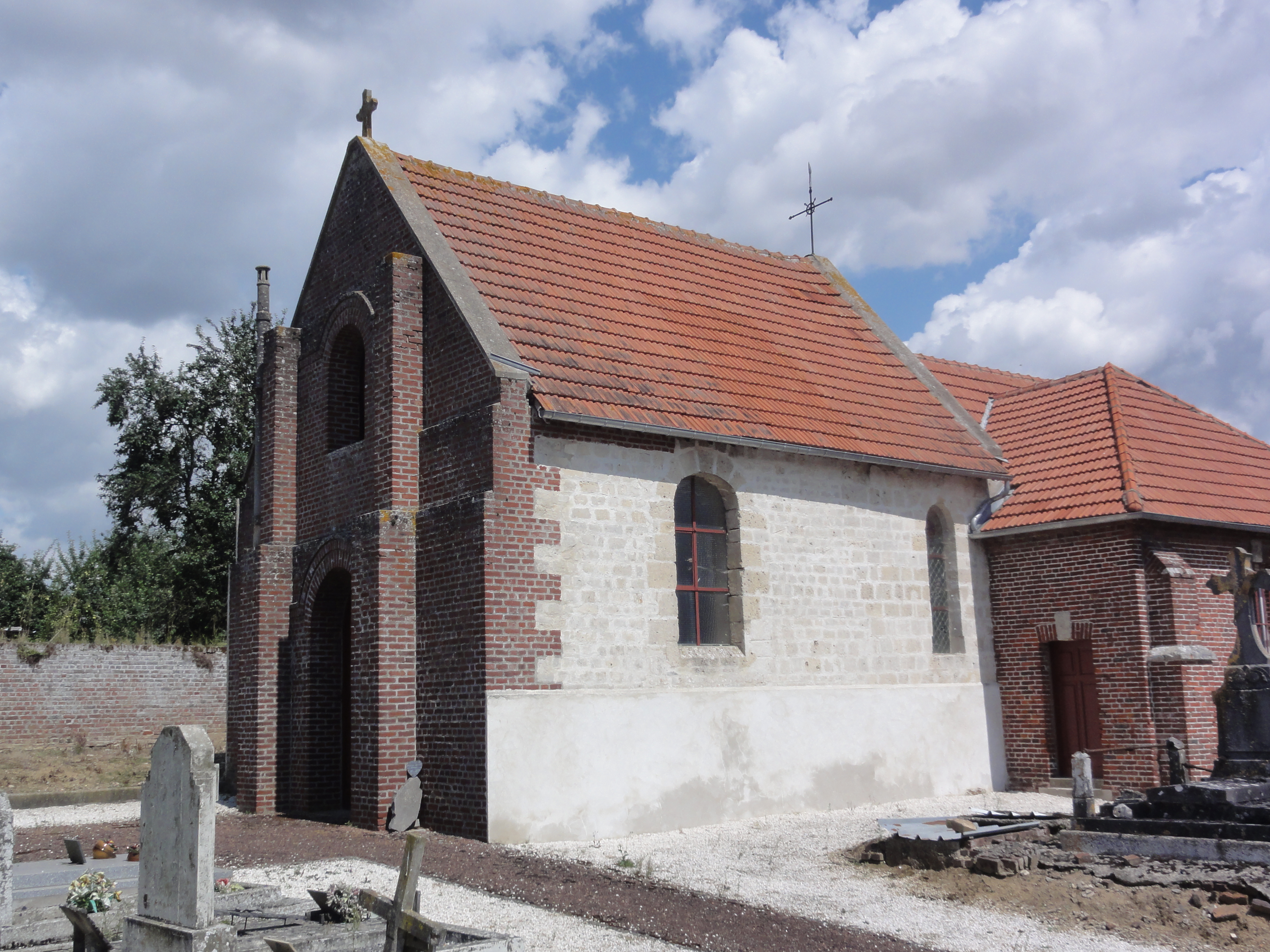
Kirche Saint-Martin
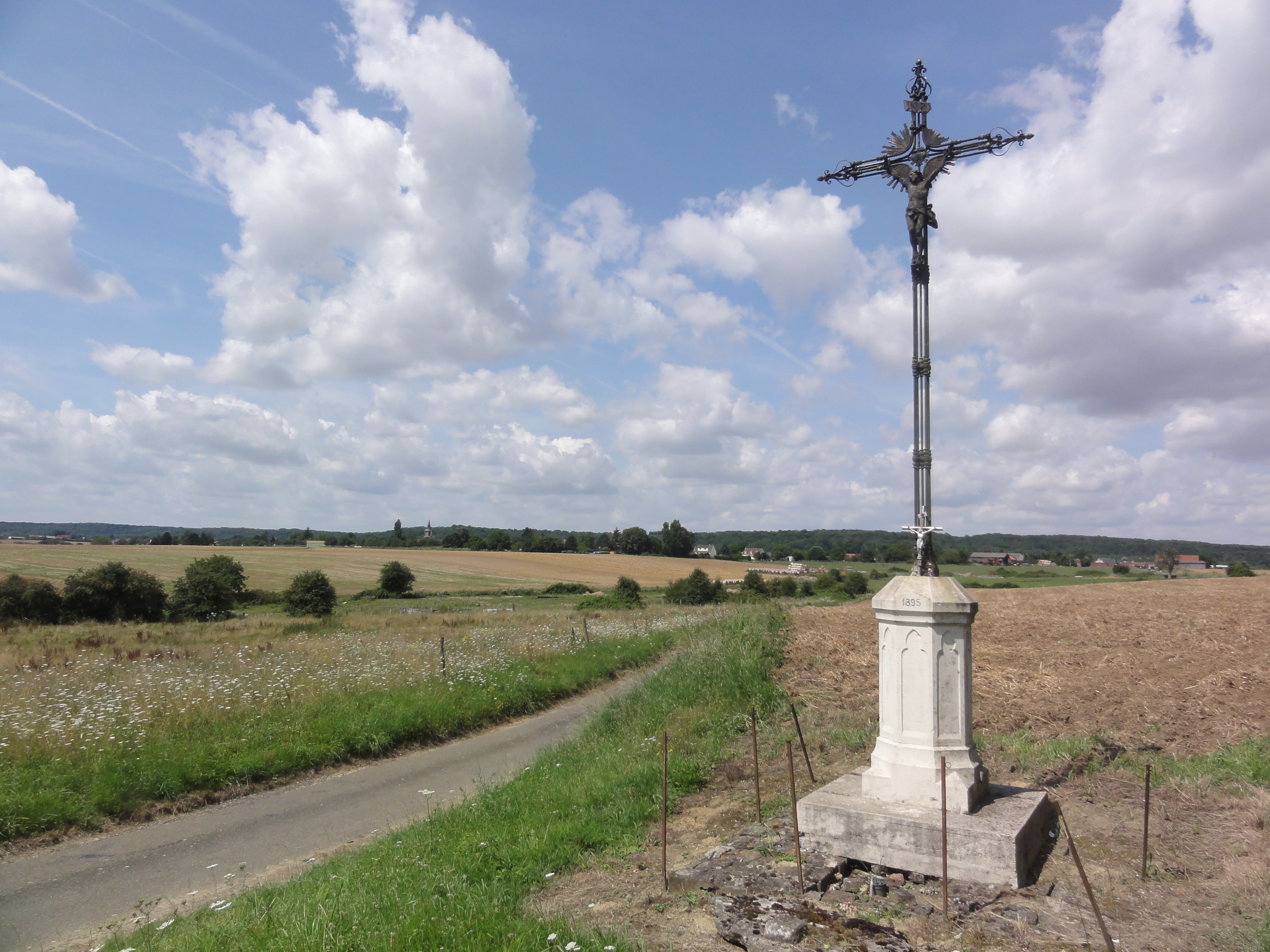
Flurkreuz

- Kirche Saint-Martin
- Flurkreuz